# Théophile Obenga
Théophile Mwené Ndzalé Obenga, kongoški egiptolog, jezikoslovec in zgodovinar, * 2. februar 1936, Brazzaville, Republika Kongo.  
Je zaslužni profesor na državni univerzi v San Franciscu in aktivni politični podpornik panafricizma in afrocentričnosti.  

## Življenje

### Izobrazba
Théophile Obenga, rojen leta 1936 v glavnem mestu Republike Kongo, je študiral na več univerzah v Franciji ter ZDA in opravil: strokovni magisterij iz filozofije (Univerza v Bordeauxu, Francija), strokovni magisterij iz izobrazbe (University of Pittsburgh, ZDA), strokovni magisterij iz zgodovine (University of Paris, Sorbonne), višja stopnja izobrazbe iz zgodovine, egiptologije in jezikoslovja (University of Geneva, Switzerland); iz prazgodovine (Institut de Paléontologie Humaine, Paris), in iz jezikoslovja, filologije in egiptologije (University of Paris, Sorbonne, in College de France) 
Prav tako ima Théophile Obenga doktorat iz literature, umetnosti in jezika (Montpellier University, France) in je član Francoskega združenja egiptologov (Société Française D’Egyptologie) ter Afriškega kulturnega združenja (Présence Africaine). V okviru UNESCO programa je tudi prispeval k pisanju in izdelavi dela Splošna zgodovina Afrike in znanstvena ter kulturna zgodovina človeštva (The General History of Africa and the Scientific and Cultural History of Humanity), ki je imelo izjemen pomen hkrati za razvoj francosko govorečih ter ostalih afriških držav kot tudi veliko kulturno in zgodovinsko vrednost. 

### Kariera
Obenga je bil izvršni direktor Mednarodnega centra za civilizacije Bantu (CICIBA) v Librevillu in profesor na fakulteti za afriške civilizacije na državni univerzi v San Franciscu, ki je kampus kalifornijske državne univerze. Vodi revijo Ankh, "pregled egiptologije in afriških civilizacij", objavljen v Parizu (Ankh ali ključ življenja je staroegipčanski hieroglif za besedo življenje). Med drugimi znanstvenimi vprašanji ta revija raziskuje različne poti raziskav, ki jih je sprožil ali obnovil Cheikh Anta Diop, ter z epistemološkega vidika postavlja stari Egipt v njegovo »naravno afriško okolje« in kot eno od »starodavnih črno-afriških civilizacij«. 

## Teorije

### Afrocentričnost
Skupaj s priznanim senegalskim zgodovinarjem Cheikhom Anto Diopom sta zagovarjala nov pogled na afriško zgodovino – afrocentričnost (Afrocentricity) – torej da so afriški zgodovinarji protagonisti afriške zgodovine z namenom oživljanja afriške kulturne dediščine, in ne le obstranski opazovalci zgodovinskih sprememb. Afrocentričnosti pa ne smemo zamešati z afrocentrizmom; afrocentrizem je kulturno gibanje 20. stoletja, ki je postavilo filozofsko in umetniško idejo in določevalo »afriško osebnost«, hkrati pa je s strani nasprotnikov afrocentričnosti pogosto predstavljeno kot mišljenje podobno evrocentrizmu, ki naj bi v ospredje postavljalo afriški kontinent.  

### Negroegipčanščina
Skupna ideja Obenge in Diopa je tudi teorija o negro-egipčanski (črnsko-egipčanski) jezikovni skupini (négro-égyptien), ki je po besedah Obenge prednarečni skupni prednik starih oziroma sodobnih črno-afriških jezikov ter bi skupaj s staroegipčansko in koptsko jezikovno skupino služila za identifikacijo lastnosti, ki so skupne vsem črno-afriškim jezikom, ter omogočila vzpostavitev genetskega razmerja med jeziki. Nasprotoval je pojmovanju egipčanskega jezika kot afro-azijski jezik, saj je verjel da ga zgodovinarji do takrat niso dovolj natančno rekonstruirali ali poiskali povezav in sorodnosti z ostalimi jeziki Afrike, njemu pa naj bi to uspelo dokazati.   
Zgodovinska lingvistika je sestavljena iz diahrone perspektive preučevanja jezikov, katere cilj je pojasniti dinamično naravo jezikovnih pojavov. Da bi to naredila, ta znanstvena disciplina mobilizira opisne podatke, ki jih dajejo na voljo sinhrone jezikoslovne študije (leksikologija, fonologija, morfologija, slovnica itd.), tako da jih primerja od enega jezika do drugega znotraj predhodno določenega korpusa, zahvaljujoč empiričnemu opazovanju nekaterih podobnosti. Namen tega primerjalnega pristopa je preizkusiti omenjene podobnosti, da bi ugotovili, ali so naključne, izposojene, konvergentne ali podedovane. 
Po Obengi bi morali govoriti o »genetskem sorodstvu«, ki je skupno jezikom samo, če na eni strani predstavljajo podedovane podobnosti med njimi po drugi strani pa je mogoče z metodo zgodovinskega jezikoslovja ugotoviti zakonit razvoj omenjenih podobnosti v času in prostoru. 
Obenga loči tri glavne jezikovne skupine v Afriki: kojsansko, berbersko in črnsko-egipčansko. Zadnjo pa v nadaljnjem razdeli še na pet podskupin: egipčanski jeziki (kamor sodita tudi staroegipčanski in koptski jezik), čadski jeziki, kušitski jeziki, nilo-saharski jeziki in nigersko-kordofanski jeziki. 
Po besedah Théophila Obenge ima »jezik ustno izročilo, neodvisno od pisave«; to pomeni, da je sestavljen iz avtonomnega sistema, ki ima svoje lastnosti ne glede na to, ali je napisan ali ne. Te lastnosti bi torej lahko proučevali posamezno in jih primerjali z lastnostmi drugih jezikov istega prostora in časa. Obenga meni, da je za poznavanje fonoloških lastnosti staroegipčanščine mogoče uporabiti fonetični sistem koptščine. Pri tem temelji na mnenju Jean-Françoisa Champolliona, ki je v svoji Egipčanski slovnici videl koptščino kot "bistveno" pozno stanje staroegipčanskega jezika. 
Vendar pa po mnenju tega avtorja poznavanje teh lastnosti, še posebej poznavanje njihove evolucije, predpostavlja razpoložljivost dokumentov najstarejše možne starosti, ki jih je mogoče znanstveno potrditi. V zvezi z razvojem afriških jezikovnih pojavov imajo egipčanska hieroglifska besedila to vlogo, saj naj bi »hevristično naravo preučevanja starega Egipta v kontekstu afriških jezikov na Mednarodnem kolokviju v Kairu leta 1974 o naseljevanju starega Egipta prepoznali vsi udeleženci«. Poleg tega Obenga trdi, da velika vrzel v času in prostoru med staroegipčanskim jezikom, ki služi kot »nadzorni«, in drugimi afriškimi jeziki potrjuje hipotezo o dednem značaju podobnosti, ki jih poudarja njihova primerjava.  
Obenga je v svojih raziskavah in preučevanju staroegipčanskega, koptskega in drugih jezikov odkril nemalo oblikoslovnih ujemanj, ki so mu služila za dokaz o genetskem sorodstvu črno-afriških jezikov, hkrati pa je izpostavil tudi razlike v lastnostih teh jezikov in lastnostih berberskih in semitskih, t.i. afroazijskih jezikov z namenom, da bi nasprotoval prepričanju večinskega dela belih egiptologov, da tudi egipčanščina pripada tej skupini jezikov. Bolj natančno so ta ujemanja popisana v njegovih delih in na francoski wikipediji. 
Jezikoslovne raziskave ne priznavajo jezikoslovnih pojmovanj Obenge. Poleg tega so bili njegovi spisi kritizirani, da podpirajo koncept kulturne identitete, ki temelji na genetiki in rasi. Njegovo delo v okviru Centra civilizacij Bantu je bilo kritizirano zaradi pomanjkanja resnosti in zaradi politične manipulacije. 
Afrocentrističnim tezam, ki jih zagovarja Théophile Obenga, so nasprotovali rezultati številnih antropoloških in genetskih študij, ki so omogočile dokazati, da je večina genetske dediščine Egipčanov in drugih ljudstev severne Afrike res avtohtona za te regije in da je tuj vpliv tam ostal v manjšini (genetski vpliv tako arabski kot grški ali rimski na primer), kot tudi dejstvo, da prvi Egipčani niso bili temnopolti. 
Tako je med njim in drugimi, belimi egiptologi in zgodovinarji prišlo do več nestrinjanj in sporov, še posebej je Obenga nasprotoval Josephu Greenbergu, ki je egipčanski jezik skupaj z berberskim in semitskim prišteval med jezike azijskega izvora.  

## Dela
- L’Afrique dans l’Antiquité – Égypte ancienne – Afrique noire, Pariz: Présence Africaine, 1973.
- Introduction à la connaissance du peuple de la République Populaire du Congo, Brazzaville: Librairies Populaires, 1973.
- Afrique centrale précoloniale – Documents d’histoire vivante, Pariz: Présence Africaine, 1974.
- La Cuvette Congolaise. Les hommes et les structures. Contribution à l’histoire traditionnelle de l’Afrique centrale, Pariz: Présence Africaine, 1976.
- Le Zaïre, Civilisations traditionnelles et Culture moderne (Archives culturelles d’Afrique centrale), Pariz: Présence Africaine, 1977.
- La vie de Marien Ngouabi 1938-1977, Pariz: Présence Africaine, 1977.
- La dissertation historique en Afrique. A l’usage des étudiants de Première Année d’Université, Dakar: NEA, Pariz: Présence Africaine, 1980.
- Sur le chemin des hommes. Essai sur la poésie négro-africaine, Pariz: Présence Africaine, 1984.
- Littérature traditionnelle des Mbochi. Etsee le Yamba, Pariz: Présence Africaine, 1984.
- Les Bantu, Langues-Peuples-Civilisations, Pariz: Présence Africaine, 1985.

Nobeno delo Théophila Obenge ni prevedeno v slovenščino, prav tako ni v slovenščini nikjer omenjen. 